# Karol Dorwski
Karol Dorwski (ur. 6 lipca 1906 r. we Lwowie, zm. 25 stycznia 1980 w Londynie) – polski aktor teatralny, filmowy i radiowy, żołnierz Polskich Sił Zbrojnych na Zachodzie. 
Znany również jako Karol Diamant. Skończył Gimnazjum we Lwowie. Po maturze uczęszczał na kursy dramatyczne przy Lwowskim Towarzystwie Muzycznym. Debiutował w 1925 w Teatrze im. A. Fredry w Stanisławowie. Później występował we Lwowie i Grodnie. Wyjeżdżał na występy do Poznania, Krakowa. W sezonie 1935/36 był członkiem Teatru Polskiego w Warszawie, a w 1936/37 kabaretu Cyrulik Warszawski. W lipcu 1937 w warszawskim Teatrze Ateneum zagrał głośną rolę Golda w „Zazdrości i medycynie” (reż. Leon Schiller). Był to sukces, który zapewnił Dorwskiemu pracę w Teatrze Polskim i Teatrze Małym w Warszawie aż do wybuchu II wojny. Wystąpił ponadto w filmach: Za winy niepopełnione (jako Leon; 1938), Paweł i Gaweł (1938), U kresu drogi (1939), Geniusz sceny (1939). 
W czasie II wojny światowej był żołnierzem Polskich Sił Zbrojnych na Zachodzie, m.in. we Francji i w Szkocji. Należał też do tzw. cichociemnych. Od 1945 wędrował z Teatrem Dramatycznym 2 Korpusu Polskiego, m.in. po Włoszech. Po wojnie zamieszkał w Anglii i występował w Polskim Teatrze Dramatycznym w Londynie. Od 1952 do 1972 pracował jako aktor i spiker Rozgłośni Polskiej Radia Wolna Europa w Monachium; stworzył popularną postać Kajtusia-emigranta w audycji „Podwieczorek przy mikrofonie”. Brał udział w akademiach, koncertach, które organizował londyński ZASP.

## Prywatnie
By mężem aktorki i śpiewaczki Hanny Dorwskiej z Wańskich.